# Starhaven
Starhaven è un pianeta immaginario comparso per la prima volta nelle storie della Legione dei Super-Eroi della DC Comics ambientate nel XXX e XXXI secolo, e descritto come ubicato in prossimità della Via Lattea. Fu descritto come il pianeta natale della Legionaria Dawnstar.

## Storia
Starhaven fu colonizzato nel XIII secolo da una tribù Anasazi creduta estinta sulla Terra. Come risultato di alcuni esperimenti genetici condotti da una razza aliena sconosciuta, la stessa che portò la tribù sul nuovo pianeta, il metagene latente nascosto nei membri della colonia si attivò e causò mutazioni specifiche.
Agli abitanti crebbero ali che permisero loro di volare, e che ebbero un ruolo fondamentale nel permettere ai loro discendenti di muoversi nello spazio. Alcuni di loro, inizialmente per variazioni casuali e successivamente attraverso l'accoppiamento selettivo, svilupparono abilità di orientamento e di monitoraggio superiori.
Il loro modo di vestire e i loro tagli di capelli ricordavano molto quelli degli Indiani d'America: la corona di piume da guerra, pelle di daino frangiata, mini gilet in pelo d'animale, gonnellini, mocassini e lunghi capelli legati in due trecce (sia per gli uomini che per le donne).
Il loro tempio principale, su di un terreno sacro per il Grande Spirito che loro vedevano come capo dell'Universo, riposava in cima ad una grande Mesa e somigliava molto ad una statua Moai ritagliata dalla pietra. All'interno, degli archi spalancati erano supportate da enormi colonne lisce attraverso cui si poteva intravedere la luna. I bracieri erano allineati lungo dei pavimenti verniciati e sopra una pedana dove erano tenute le cerimonie.
Le abitazioni famigliari somigliavano a dei Teepee futuristici e si potevano tranquillamente poggiare sul suolo. La cima era invisibile dall'esterno, ma dall'interno il cielo era tranquillamente visibile. Le strutture comuni erano cilindriche, verticali, e circolari in cima nonché supportati da sei gambe.
All'epoca di Dawnstar, nel XXX secolo, è una tradizione per chi compie diciotto anni imbarcarsi in un "grand tour" spirituale della galassia. Dopo che il/la giovane torna a casa, si crede che abbia avuto la visione di colei/colui che sarà il/la partner per la vita.